# بيلوتاس
بيلوتاس (بالبرتغالية: Pelotas‏) هي مدينة وبلدية برازيلية تقع في ولاية ريو غراندي دو سول. يبلغ عدد سكانها 346,452 نسمة وذلك حسب تقدير سنة 2006. يبلغ ارتفاع المدينة عن سطح البحر قرابة 7 متر وتبلغ مساحتها 1609 كم².

## المناخ
يظهر الجدول التالي التغييرات المناخية على مدار السنة لبيلوتاس:
| البيانات المناخية لـبيلوتاس                  | البيانات المناخية لـبيلوتاس | البيانات المناخية لـبيلوتاس | البيانات المناخية لـبيلوتاس | البيانات المناخية لـبيلوتاس | البيانات المناخية لـبيلوتاس | البيانات المناخية لـبيلوتاس | البيانات المناخية لـبيلوتاس | البيانات المناخية لـبيلوتاس | البيانات المناخية لـبيلوتاس | البيانات المناخية لـبيلوتاس | البيانات المناخية لـبيلوتاس | البيانات المناخية لـبيلوتاس | البيانات المناخية لـبيلوتاس |
| الشهر                                        | يناير                       | فبراير                      | مارس                        | أبريل                       | مايو                        | يونيو                       | يوليو                       | أغسطس                       | سبتمبر                      | أكتوبر                      | نوفمبر                      | ديسمبر                      | المعدل السنوي               |
| -------------------------------------------- | --------------------------- | --------------------------- | --------------------------- | --------------------------- | --------------------------- | --------------------------- | --------------------------- | --------------------------- | --------------------------- | --------------------------- | --------------------------- | --------------------------- | --------------------------- |
| الدرجة القصوى °م (°ف)                        | 39.8 (103.6)                | 38.2 (100.8)                | 38.4 (101.1)                | 35.4 (95.7)                 | 31.2 (88.2)                 | 30.8 (87.4)                 | 31.0 (87.8)                 | 34.4 (93.9)                 | 35.6 (96.1)                 | 35.2 (95.4)                 | 36.0 (96.8)                 | 36.6 (97.9)                 | 39.8 (103.6)                |
| متوسط درجة الحرارة الكبرى °م (°ف)            | 28.5 (83.3)                 | 27.9 (82.2)                 | 27.0 (80.6)                 | 24.4 (75.9)                 | 20.5 (68.9)                 | 17.9 (64.2)                 | 17.5 (63.5)                 | 18.7 (65.7)                 | 19.6 (67.3)                 | 22.3 (72.1)                 | 24.9 (76.8)                 | 27.3 (81.1)                 | 23.0 (73.4)                 |
| المتوسط اليومي °م (°ف)                       | 23.5 (74.3)                 | 23.0 (73.4)                 | 21.8 (71.2)                 | 18.8 (65.8)                 | 15.1 (59.2)                 | 12.7 (54.9)                 | 12.2 (54.0)                 | 13.5 (56.3)                 | 15.0 (59.0)                 | 17.8 (64.0)                 | 20.0 (68.0)                 | 22.2 (72.0)                 | 18.0 (64.4)                 |
| متوسط درجة الحرارة الصغرى °م (°ف)            | 19.5 (67.1)                 | 19.2 (66.6)                 | 18.0 (64.4)                 | 14.8 (58.6)                 | 11.4 (52.5)                 | 9.1 (48.4)                  | 8.4 (47.1)                  | 9.6 (49.3)                  | 11.4 (52.5)                 | 14.1 (57.4)                 | 15.9 (60.6)                 | 18.0 (64.4)                 | 14.1 (57.4)                 |
| أدنى درجة حرارة °م (°ف)                      | 10.7 (51.3)                 | 10.4 (50.7)                 | 7.8 (46.0)                  | 3.2 (37.8)                  | 1.6 (34.9)                  | −3.0 (26.6)                 | −2.4 (27.7)                 | −0.4 (31.3)                 | 0.2 (32.4)                  | 4.0 (39.2)                  | 5.4 (41.7)                  | 8.2 (46.8)                  | −3.0 (26.6)                 |
| الهطول مم (إنش)                              | 109.8 (4.32)                | 187.8 (7.39)                | 107.6 (4.24)                | 106.6 (4.20)                | 129.1 (5.08)                | 114.8 (4.52)                | 99.6 (3.92)                 | 126.5 (4.98)                | 122.9 (4.84)                | 87.1 (3.43)                 | 102.3 (4.03)                | 108.6 (4.28)                | 1٬402٫7 (55.22)             |
| متوسط أيام هطول الأمطار                      | 9                           | 10                          | 9                           | 8                           | 8                           | 8                           | 8                           | 8                           | 8                           | 8                           | 7                           | 7                           | 98                          |
| متوسط الرطوبة النسبية (%)                    | 78.4                        | 80.6                        | 81.5                        | 82.9                        | 85.2                        | 85.6                        | 83.6                        | 83.6                        | 82.8                        | 80.5                        | 77.1                        | 76.5                        | 81.5                        |
| ساعات سطوع الشمس الشهرية                     | 247.3                       | 200.2                       | 215.0                       | 187.7                       | 170.7                       | 138.6                       | 159.4                       | 163.7                       | 163.6                       | 195.3                       | 226.8                       | 259.9                       | 2٬328٫2                     |
| المصدر: المعهد الوطني للأرصاد الجوية (INMET) |                             |                             |                             |                             |                             |                             |                             |                             |                             |                             |                             |                             |                             |

## توأمة
لبيلوتاس اتفاقيات توأمة مع:
- كولونيا ديل ساكرامنتو

## أعلام
- ميشيل باستوس
- خاير إدواردو بريتو دا سيلفا
- إيمرسون
- موديراتو ويسينتاينر
- جواو سيمويس لوبس نيتو
- رومولو
- تايسون

## روابط خارجية
- الموقع الرسمي